# King's Highway EP
King's Highway EP é o primeiro EP do guitarrista de blues estadunidense Kenny Wayne Shepherd.
Foi lançado em 21 de Setembro de 2004, com o selo Reprise Records.

## Faixas
01. King's Highway (Live EP Version) - 5:16

02. Midnight Rider (Live EP Version) - 3:54

03. Somehow, Somewhere, Someway (Live EP Version) - 4:45

04. Shotgun Blues [Live] - 4:29